# フォスター・ラストリック・アンド・カンパニー

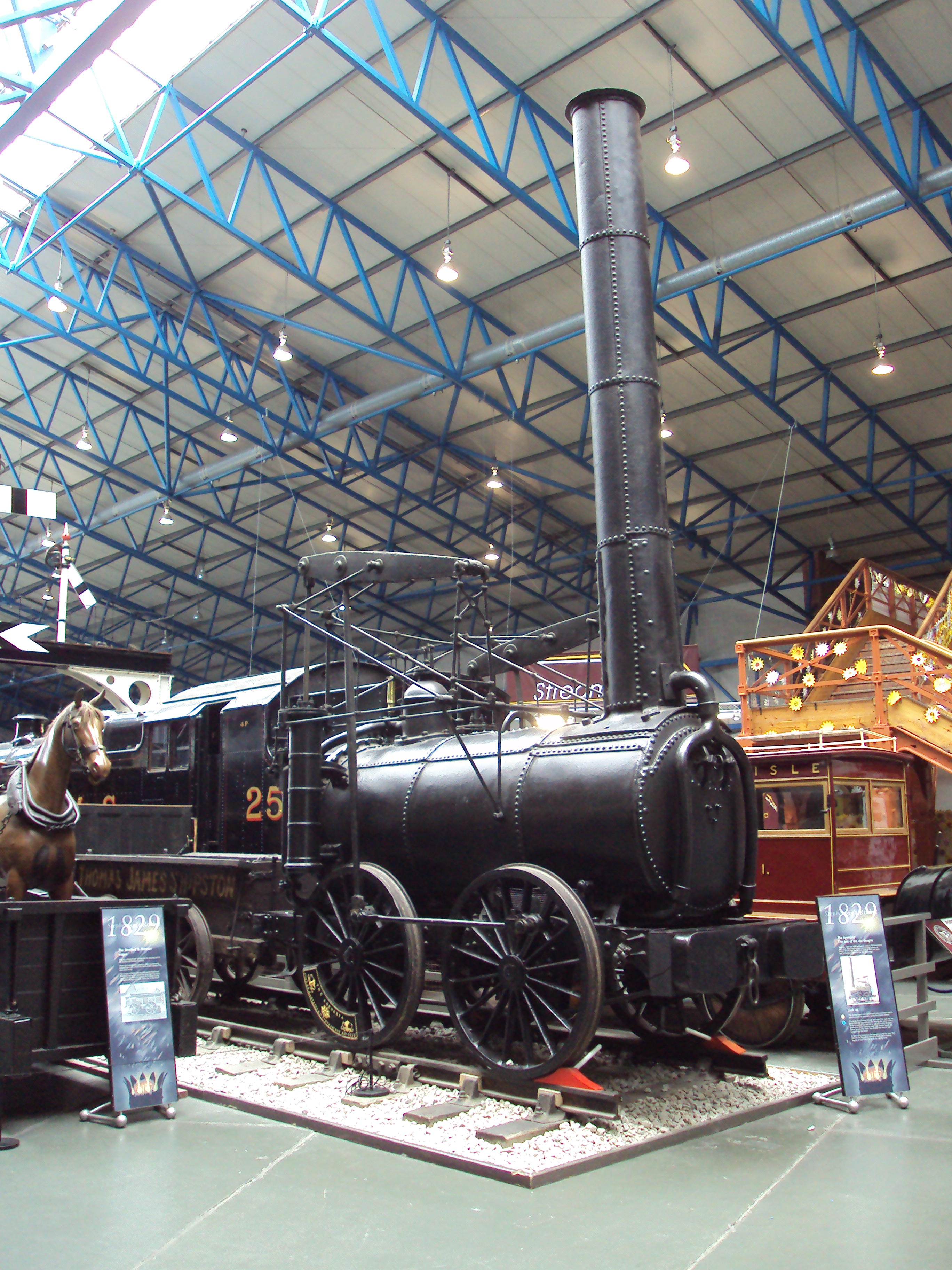
ヨークのイギリス国立鉄道博物館に保存されているフォスター・ラストリック・アンド・カンパニー製の蒸気機関車「エイジノリア」(Agenoria)

フォスター・ラストリック・アンド・カンパニー（英語: Foster, Rastrick and Company）はイングランドの創始期の蒸気機関車メーカーの1つである。現在はウェスト・ミッドランズに位置する、ウスターシャーのスタウアブリッジを拠点としていた。鉄工業者のジェームズ・フォスターと、技術者のジョン・アーペス・ラストリックが1816年にパートナーになり、1819年に会社を設立した。ラストリックは1829年のレインヒル・トライアルにおいて審判を務めた1人であった。

## 機関車

### アメリカ向け
この会社では4両のみ機関車を製造した。いずれも垂直シリンダーを火室の両側面に備え、そこから2連の動輪のクランクピンと結ぶグラスホッパービームとコネクティングロッドを備えていた。しかしこれらのうち、1828年に製造されたスタウアブリッジ・ライオンは、アメリカで試験運行された最初の蒸気機関車であった。この機関車と他の2両、デラウェア (Delaware)、ハドソン (Hudson) は、イングランドに調査旅行に来ていたデラウェア・アンド・ハドソン運河の主任技術者が同社向けに発注したもので、1829年5月にニューヨークに到着したが、短期間試験に用いられたのみであった。

### イングランド向け
4番目の機関車、エイジノリア (Agenoria) は、スタッフォードシャーのキングスウィンフォードにあるダドリー伯爵のシャット・エンド炭鉱鉄道 (Shutt End Colliery Railway) で使用するために製造された。重量は11トンで、2軸の動輪を備えその直径は4フィート4分の3インチ（約1,238 mm）、2個のシリンダーは直径8.5インチ（約216 mm）、行程は36インチ（約914 mm）であった。エイジノリアは動軸の機械的な潤滑を使用したおそらく最初の機関車である。当社製の最初の3両の機関車と異なりこの機関車は長く使われ、1864年頃に運用終了した。1884年にロンドンのサイエンス・ミュージアムに展示され、現在はヨークのイギリス国立鉄道博物館に永久展示されている。

## 会社の解散
フォスター・ラストリック・アンド・カンパニーは蒸気機関車の創始期を支えた会社であったが、1829年にジョージ・スチーブンソンによる、これ以降の蒸気機関車時代の模範となるロケット号が登場すると、その設計はすぐに時代遅れのものとなってしまった。機関車製造を終了して会社は1831年6月20日に清算され、その資産は鉄工場でいくつかの炭鉱を保有していたスタウアブリッジの鉄工所、ジョン・ブラッドリー・アンド・カンパニー (John Bradley & Co.) に吸収された。この会社はこの時点ですでにジェームズ・フォスターが主要な所有者であり、1832年以降は単独所有者となっている。

## こんにちの工場の建物
ラウンデス・ロード (Lowndes Road) にある、スタウアブリッジ・ライオンやエイジノリアを製造した当初の工場の建物は現在も建っているが、2004年の火災により崩壊寸前の状態となっている。2012年から、新設する隣接建物とともにスタウアブリッジにおける医療施設を収容するための再開発が始められており、ライオン医療施設と名付けられる予定である。